# 多棘似肩燈魚
多棘似肩燈魚，為管肩魚科的其中一種，為深海魚類，分布於中西太平洋哈馬黑拉海、班達海、爪哇海海域，深度0-1500公尺，體長可達11.8公分，棲息在底中層水域，生活習性不明。